# یونیتاریسم سیاسی
یونیتاریسم سیاسی (به انگلیسی: Unitarism) یا واحد گرایی سیاسی، نظریه‌ها، مفاهیم یا سیاست‌های مختلفی را تعریف می‌کند که از یک سیستم حکومتی کاملاً یکپارچه و متمرکز با هدف نهایی ایجاد یک دولت متمرکز حمایت یا آن را اعمال می‌کنند. در عمل، یونیتاریسم اغلب به عنوان یک آموزه یا جنبش سیاسی در درون نهادهای سیاسی پیچیده (کنفدراسیون‌ها، فدراسیون‌ها و اتحادیه‌های سیاسی دیگر) نمایان می‌شود، که مدافع بالاترین درجه ادغام و اتحاد سیاسی فراتر از تمرکز اداری صرف است. 
یکی از اهداف اصلی یونیتاریست‌های سیاسی محو یا سرکوب قابل ملاحظه همه اشکال خودگردانی منطقه ای و خودمختاری، با انتقال اختیارات دولت‌های کنفدراتیو، واحدهای فدرال، مناطق خودمختار یا کانتون‌ها به‌طور مستقیم به دولت مرکزی است. واحد سازی و منطقه ای سازی اغلب به ترتیب با سانترالیسم و تمرکززدایی اشتباه گرفته می‌شوند.

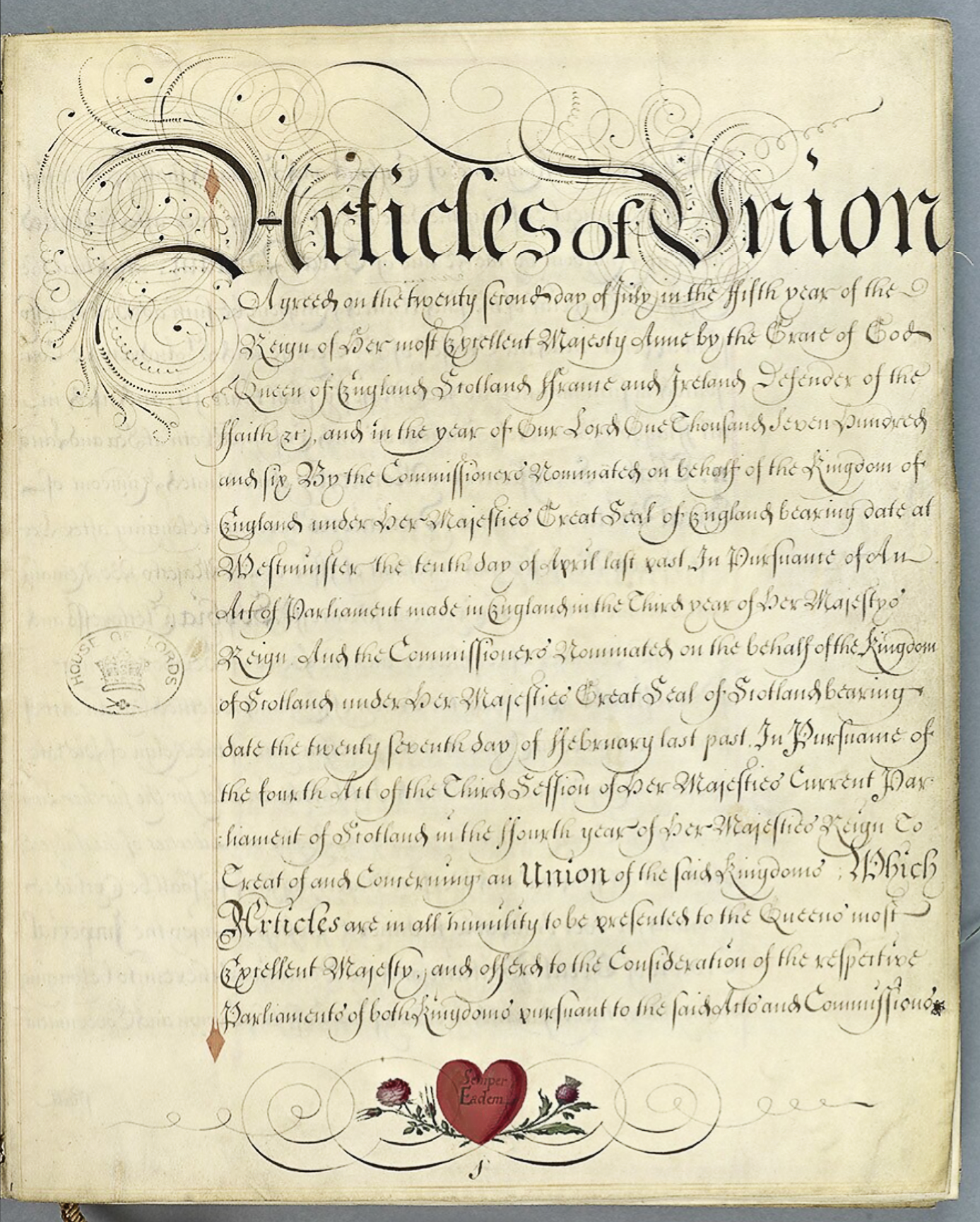
اصل اعمال اتحادیه که پادشاهی بریتانیا را به عنوان یک کشور واحد ایجاد کرد

## ادبیات
- Gerring, John; Thacker, Strom C. (2004). "Political Institutions and Corruption: The Role of Unitarism and Parliamentarism" (PDF). British Journal of Political Science. 34 (2): 295–330. doi:10.1017/s0007123404000067.
- E. H. Kossmann (1971), "The Crisis of the Dutch State 1780–1813: Nationalism, Federalism, Unitarism", in: Britain and the Netherlands, Dordrecht: Springer, pp. 156–175.
- Paterson, Lindsay (1998). A Diverse Assembly: The Debate on a Scottish Parliament. Edinburgh University Press.
- Danilo Vuković (2001), "Democratic consolidation and social consensus – cleavage between unitarists and separatists in Bosnia and Herzegovina", in: South-East Europe Review for Labour and Social Affairs, 1/2001, pp. ۹۵–۱۱۱.